# Monflorido
Monflorido es una entidad de población española del municipio de Tejeda y Segoyuela, perteneciente a la provincia de Salamanca, en la comunidad autónoma de Castilla y León.

## Historia
A mediados del siglo XIX, la aldea tenía contabilizada una población de 30 habitantes. Aparece descrita en el decimoprimer volumen del Diccionario geográfico-estadístico-histórico de España y sus posesiones de Ultramar de Pascual Madoz de la siguiente manera:

MONFLORIDO: ald. agregada al térm. municipal de Tejada en la prov. y dióc. de Salamanca, part. jud. de Sequeros. sit. en un llano bien ventilado, con clima sano. Se compone de 7 casas medianamenle cómodas, y para el uso de los vec. y ganados hay una fuente y 3 charcas. El term. confina al N. con Pedraza; E. con el de su ayunt.; S. San Miguel de Asperones, y O. Tamames. El terreno es ligero y de secano. caminos: á los pueblos limítrofes. El correo se busca en Tamames una vez en la semana. prod.: cereales de toda clase los necesarios para el consumo; hay ganado lanar, vacuno y de cerda, y alguna caza menor. pobl.: 7 vec., 30 alm. Contribuye con su ayunt. (V.)
(Madoz, 1848, p. 499)

En 2023 la entidad singular de población de Monflorido, perteneciente al municipio de Tejeda y Segoyuela, tenía empadronados 2 habitantes.